# Рацёнжек (гмина)
Рацёнжек (пол. Raciążek) — сельская гмина (волость) в Польше, входит как административная единица в Александрувский повет, Куявско-Поморское воеводство. Население — 3064 человека (на 2004 год).

## Соседние гмины
1. Гмина Александрув-Куявски
2. Цехоцинек
3. Гмина Черниково
4. Гмина Конецк
5. Нешава
6. Гмина Ваганец